# Freudenberg (Bern)
Freudenberg ist ein Quartier der Stadt Bern. Es gehört zu den 2011 bernweit festgelegten 114 gebräuchlichen Quartieren und liegt im Stadtteil IV Kirchenfeld-Schosshalde, dort im statistischen Bezirk Schosshalde. Es grenzt an die Quartiere Jolimont, Ostring, Schöngrün/Vermont und Sonnenhof. Einen grossen Teil des Quartieres nimmt die Autobahnabfahrt Bern-Ostring der A12 ein.
Im Jahr 2022 lebten im Quartier 481 Personen, davon 235 Schweizer und 246 Ausländer.

## Bebauung
In der Giacomettistrasse befinden sich noch bis Ende 2026 die Generaldirektion der Schweizerischen Radio- und Fernsehgesellschaft (SRG). Die Liegenschaft ist im Eigentum der Schweizerischen Mobiliar, der Mietvertrag mit der SRG läuft noch bis 2032. Der Sitz von Swissinfo, dem internationalen Dienst der SRG wurde bereits ins Gebäude des Radiostudios Bern an die Schwarztorstrasse gezügelt. Letzterer bietet unabhängige Berichterstattung über die Schweiz. Die Genossenschaft Migros Bern eröffnete 1967 an der Giacomettistrasse das Einkaufszentrum Freudenberg.
Östlich der Giacomettistrasse befindet sich eine Wohnbebauung. Freudenberg gehört mit den Quartieren Gewerbezone Galgenfeld und Murifeld zu den Quartieren mit einer hohen relativen Armutsquote (definiert wenn weniger als 50 % des Medianeinkommens der Stadt Bern (49'693 CHF) verdient wird). Das Wohnumfeld wird durch Autobahnzubringer und Industriegebiet als unattraktiv eingeschätzt.

## Verkehr
Die Strassenbahnlinie 7 und die städtische Buslinie 28 verbinden das Quartier mit dem Zentrum.
Der in Planung befindliche «Bypass» als Tunnel der häufig überlasteten Autobahn A6 zwischen Bern-Wankdorf und Muri wird auch die Wohnqualität in Freudenberg verbessern. Die jetzige Autobahn wird zur Stadtstrasse und bedient dann auch die heutige Ausfahrt Ostring am Freudenbergplatz. Es wird noch mit einer längeren Planungszeit gerechnet, die Eröffnung ist 2045 geplant. Bis dahin sollen die Pannenstreifen der Autobahn für den Verkehr umgenutzt werden.